# San Antonio Cuautla
San Antonio Cuautla är en ort i Mexiko.   Den ligger i kommunen Huaquechula och delstaten Puebla, i den sydöstra delen av landet, 90 km sydost om huvudstaden Mexico City. San Antonio Cuautla ligger 1 698 meter över havet och antalet invånare är 227.
Terrängen runt San Antonio Cuautla är kuperad västerut, men österut är den platt. Runt San Antonio Cuautla är det ganska glesbefolkat, med 34 invånare per kvadratkilometer. Närmaste större samhälle är Atlixco, 16,9 km nordost om San Antonio Cuautla. I omgivningarna runt San Antonio Cuautla växer huvudsakligen savannskog.